# Ifri (Maroc)
 (mai 2025).

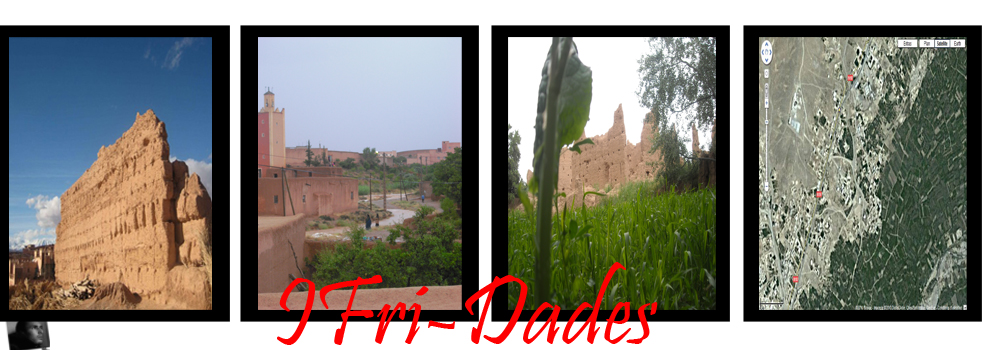
Ifri photomontage

Ifri (en tifinagh : ⵉⴼⵔⵉ) est un village appartenant à la commune rurale Khemis Dades, dans la province de Tinghir, au sud-est du Maroc.
Ifri est situé dans la vallée de Dadès, à mi-chemin entre les villes d'El Kelaâ Mgouna et Boumalne Dadès. Il est traversé par la rivière (Assif n Dades) de Dades, qui permet à la population, majoritairement paysanne, d'irriguer les champs de blé et d'orge ainsi que les arbres fruitiers.
Ifri comprend deux quartiers : Aghlan n aflla à côté des champs (igran) et iFri n chanti à côté de la rue N10 entre Boumalen et Elkalaa. Le village dispose d'une grande mosquée, d'une école primaire et d'un collège.